# Лос-Сетас
«Лос-Сетас» (ісп. Los Zetas) — кримінальна організація в Мексиці, що займається міжнародною торгівлею наркотиками та іншими видами кримінальної діяльності. Цей наркокартель утворили дезертири з елітних частин мексиканської армії (спецпризначенці GAFE (Grupo Aeromóvil de Fuerzas Especiales) і стрілкової парашутної бригади (BFP)). Пов’язаний із корумпованими чиновниками з федерального уряду та місцевих адміністрацій і поліцейськими офіцерами, крім того, в картель вступили колишні військовослужбовці Гватемали.
Ця група вперше з'явилася як найнята армія мексиканської злочинної організації Картель Гольфо. Відколи лідера картелю Осьєля Карденаса Ґільєна заарештували, «Лос-Сетас» зайняли лідируючі позиції в наркобізнесі. З лютого 2010 року «Лос-Сетас» отримали незалежність і стали ворогами своїх колишніх партнерів/наймачів із картелю Гольфо.
Лідером «Лос-Сетас» був Еріберто Ласкано, вбитий у жовтні 2012 року в перестрілці з морськими піхотинцями на півночі Мексики. Управління боротьби з наркотиками (DEA) розглядає його угруповання як найбільш жорстке, зокрема через захоплення туристів зі США задля отримання викупу. Los Zetas розширили свою діяльність в Італії з допомогою Ндрангети.
Назва пов'язана з іменем засновника Артуро Ґусмана Десени (позивний Z1).